# J·艾德文·西格米勒
贾维斯·艾德文·西格米勒（英語：Jarvis Edwin Seegmiller，或Jay Seegmiller，1920年6月22日—2006年5月31日）是一位美国風濕病學医生和生物化学遗传学家，以发现萊希-尼亨症候群（也称为“自毁容貌症”）的生物化学基础而闻名，也是关节炎和老化的研究先驱，1968年获盖尔德纳国际奖。